# Addizione Erculea

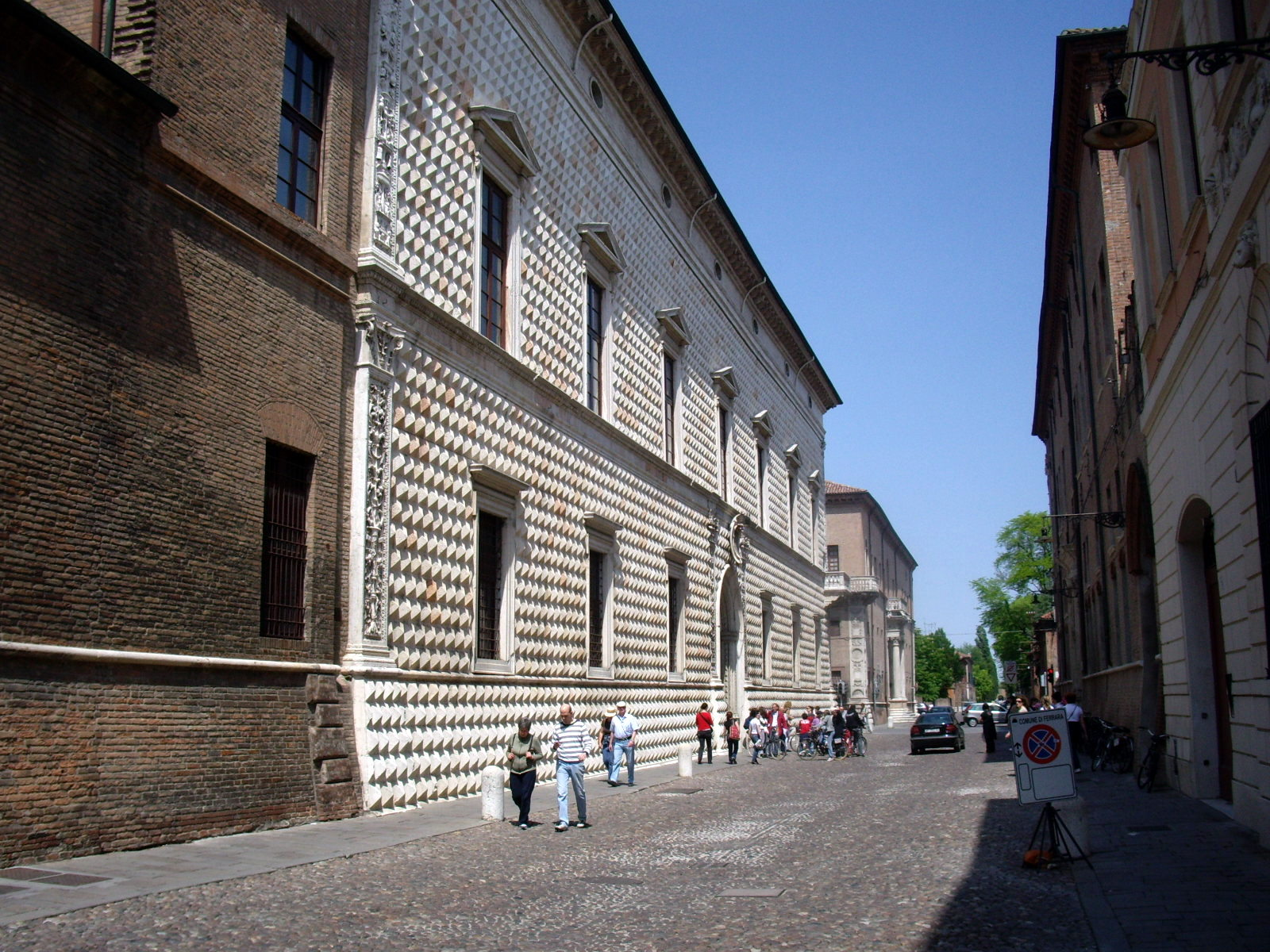
El Palazzo dei Diamanti y el quadrivio de la Addizione Erculea.

La Addizione Erculea es una obra urbanística realizada en Ferrara (Italia) entre finales del siglo XV y principios del XVI por iniciativa de Hércules I de Este según el diseño de su arquitecto de corte Biagio Rossetti. Fue la primera de su clase, por extensión y organicidad, hasta el punto de que Bruno Zevi la consideró «la primera ciudad moderna de Europa».

## Historia

### La ciudad medieval

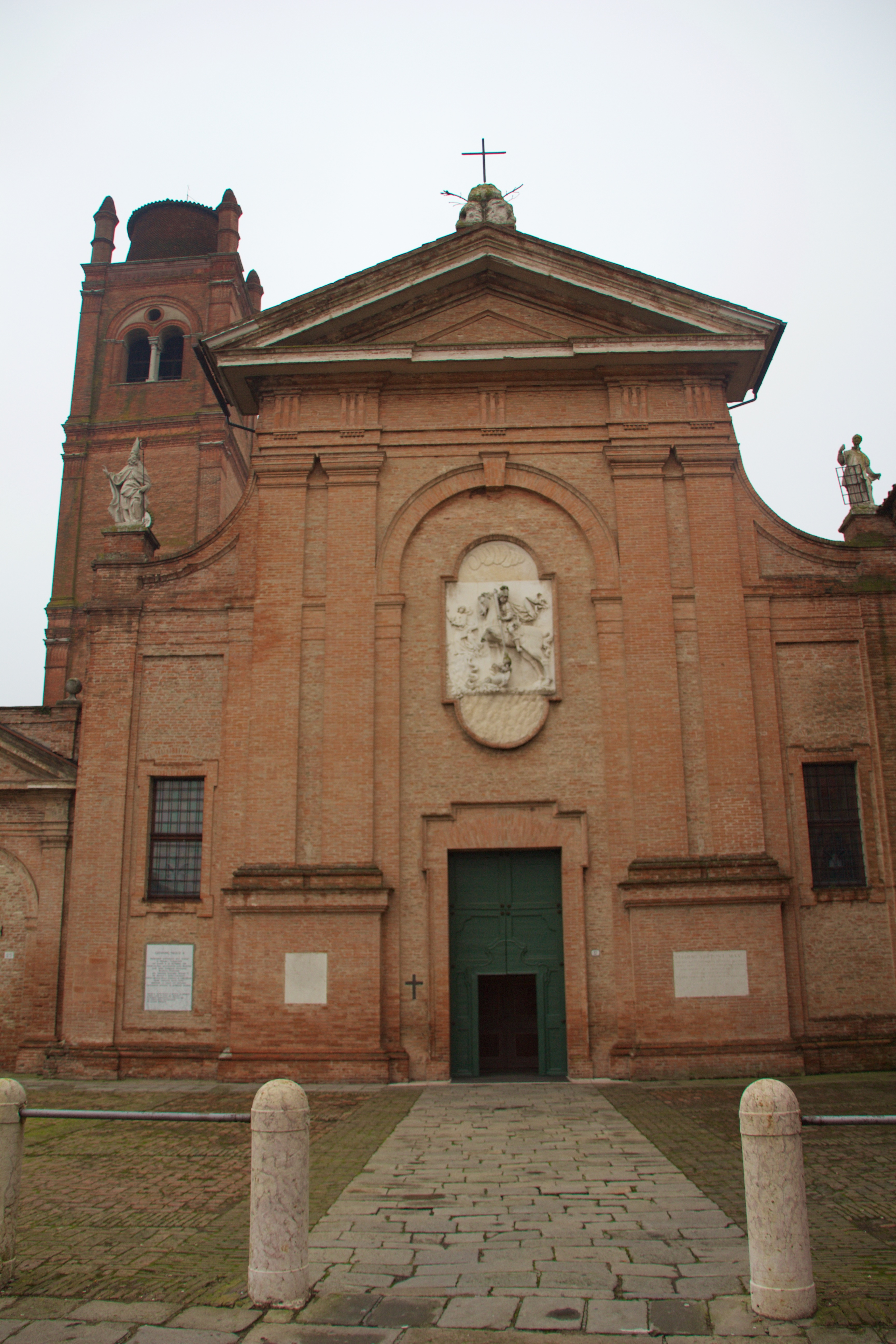
La basílica de San Giorgio fuori le mura.

El primer núcleo de la ciudad fue un pequeño castrum bizantino edificado sobre una isla entre los ríos Volano y Primaro, la llamada Ferrariola (el futuro Borgo San Giorgio). Aquí se construyó la basílica de San Giorgio fuori le mura y las principales vías de comunicación bordeaban las orillas de ambos ríos, mientras que a su alrededor se extendía un territorio llano.
La Ferrara medieval se desarrolló más al norte, donde actualmente están la Via Ripagrande y la Via Carlo Mayr. La Via delle Volte discurría junto a la orilla del Po y el límite septentrional lo marcaba la paralela Via dei Sabbioni (que posteriormente dio origen a la Via Mazzini y la Via Garibaldi). Este núcleo tenía calles estrechas y rara vez rectilíneas, no tenía plazas y se desarrollaba esencialmente en sentido este-oeste. Era una «ciudad lineal», debido a su disposición predominantemente longitudinal. Estaba muy difundido el uso de ladrillos de arcilla decorados.
A mediados del siglo XV se realizó una primera ampliación por órdenes de Borso de Este, que consistió en la creación de una zona en torno a la actual Via XX Settembre, al sur del núcleo originario, con algunas calles ortogonales.

## La ampliación de Hércules I

### Diseño

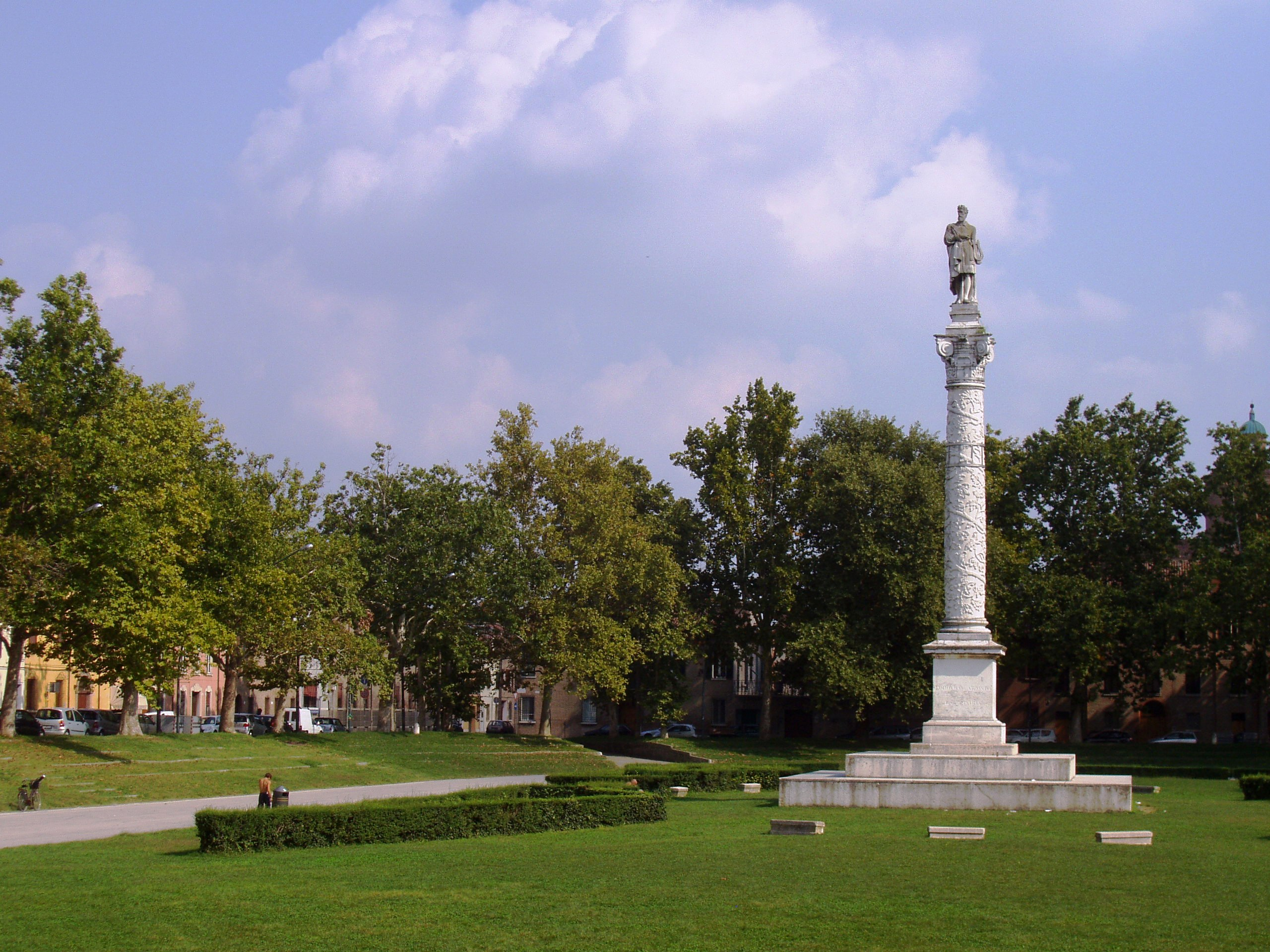
La Piazza Ariostea.

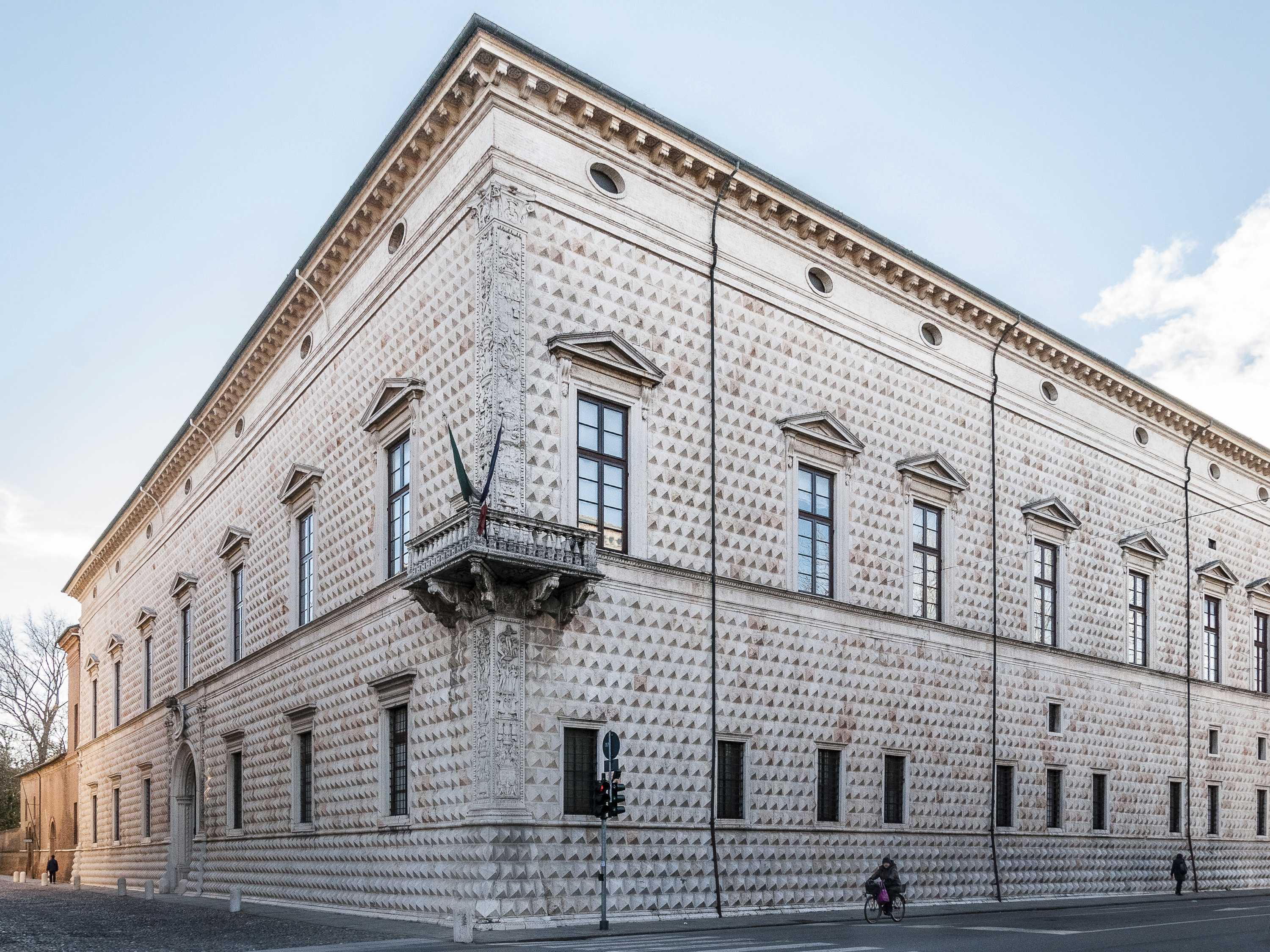
El Palazzo dei Diamanti.

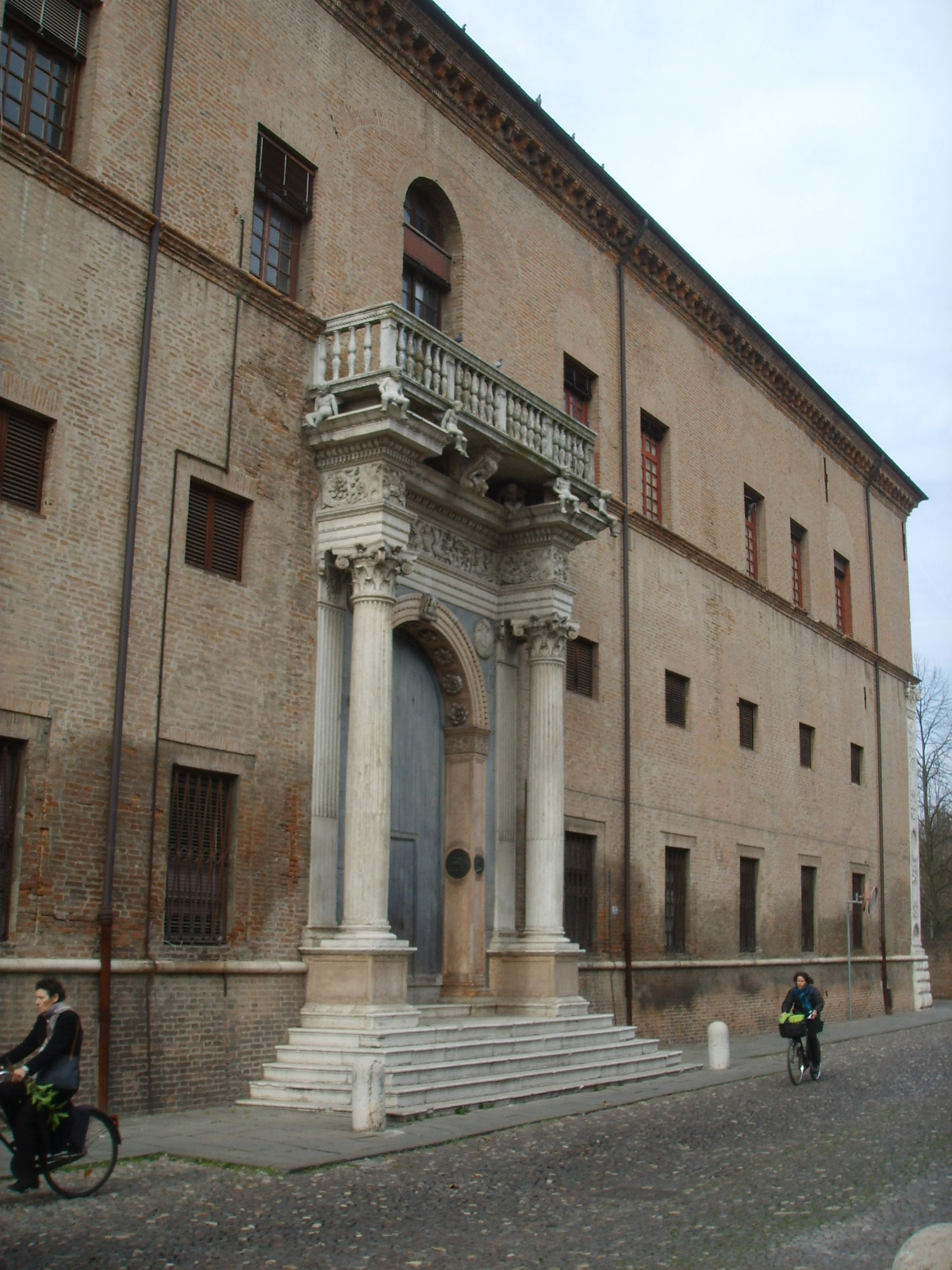
El Palazzo Prosperi-Sacrati, en el quadrivio.

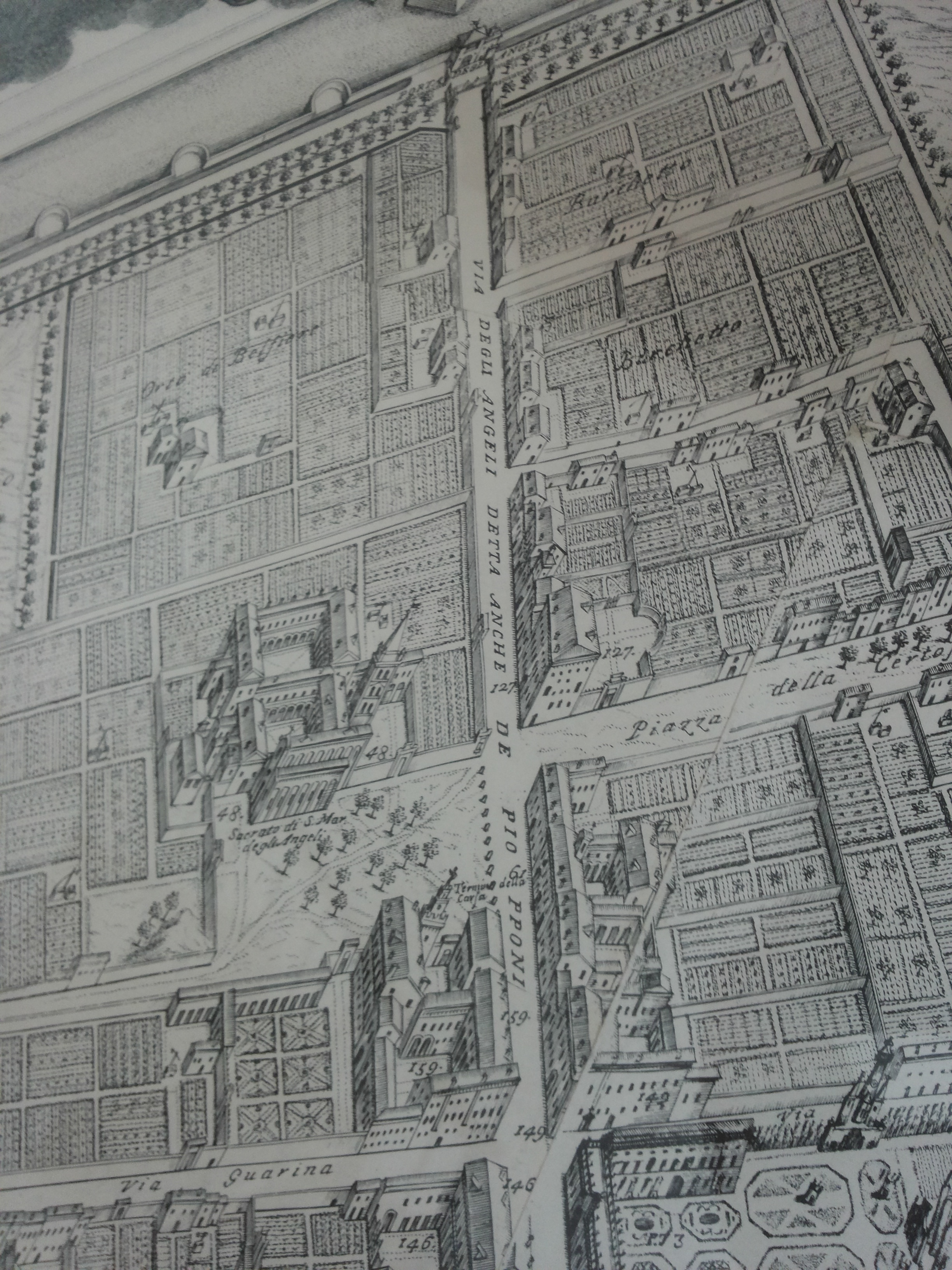
Parte de la planta de Ferrara, con el actual Corso Ercole I d'Este, designado Via degli Angeli detta anche dei Piopponi (1747).

Fue Hércules I quien puso en marcha un ambicioso proyecto urbanístico, una verdadera duplicación de la ciudad siguiendo principios racionales, y encargó su diseño al arquitecto Biagio Rossetti. El proyecto empezó en 1484, tras el asedio de Ferrara por parte de la República de Venecia. Los objetivos principales eran expandir la superficie de la ciudad y reforzar el sistema defensivo de las murallas, que constituyen uno de los ejemplos más antiguos de fortificación construida según el estilo de la traza italiana. La obra, que fue realizada entre 1492 y 1510, aumentaba el prestigio de la corte estense y la ponía en competición con las cortes más importantes de Europa.
En primer lugar se rellenó el foso de la Giovecca, construyendo en su lugar una ancha calle que sirviera de bisagra entre la parte nueva y la parte antigua de la ciudad. Hizo prolongaciones regulares de las calles medievales al otro lado de esta arteria, fundiendo así de manera orgánica lo viejo y lo nuevo. La parte nueva, que se inspira en el urbanismo romano a través de las descripciones de Vitruvio, tenía una red viaria ortogonal que se articulaba sobre dos ejes principales:
- Una larga calle (el actual Corso Ercole I d'Este), que durante un cierto tiempo se llamó Via degli Angeli, que discurría de sur a norte y unía el Castillo de los Este con la Porta degli Angeli, en las murallas.
- Una calle muy larga que discurría de este a oeste uniendo la Porta Po con la Porta a Mare en los bastiones de la muralla, llamada Via dei Prioni y Via degli Equinozi (actualmente llamada, de oeste a este, Corso Porta Po, Corso Biagio Rossetti y Corso Porta Mare).

El segundo eje, en particular, era completamente nuevo y tenía un ambiente plenamente «público» (frente al otro eje, que seguía vinculado al paso de los duques). Fue enfatizado con una gran plaza arbolada, la actual Piazza Ariostea.
La parte «nueva» de la ciudad se llamó Arianuova. Para integrar la ampliación con el resto de la ciudad y mitigar la posible rigidez del esquema, Rossetti dejó zonas verdes que actuarían como «pausas» del tejido urbano y, en los edificios que proyectó él, continuó usando los tradicionales ladrillos de arcilla. Fue precisamente paseando en esta nueva ciudad, todavía sin casas ni habitantes, hecha solo de aire, donde Torquato Tasso completó el primer poema europeo moderno, Jerusalén liberada.

### ElQuadrivio degli Angeli
Las dos arterias principales se cruzan en el Quadrivio degli Angeli (literalmente, «Cruce de los Ángeles»), donde se encuentran el Palazzo dei Diamanti, el Palazzo Turchi di Bagno y el Palazzo Prosperi-Sacrati. Es evidente la decisión de Rossetti de no cargar este espacio crucial con un elemento estático como una plaza, ni caracterizarlo con vistas monumentales, prefiriendo vistas en perspectiva de la arquitectura.
El edificio de mayor valor es el Palazzo dei Diamanti, que debe su nombre a su revestimiento almohadillado con forma de puntas de diamante, que crean un sugerente efecto de claroscuro. Tiene placas decoradas en la esquina hacia el quadrivio, donde también hay un balcón. Los otros edificios del quadrivio no igualaron su imponencia, centrándose más bien en la búsqueda de efectos de variación, con elementos como grandes portales o columnas de esquina.
El resultado urbanístico, una estructura ortogonal compuesta por calles rectilíneas que se cruzan en ángulo recto, se ha conservado intacto hasta la actualidad con su lógica y racionalidad moderna. La nueva configuración urbanística de Ferrara fue, en el panorama italiano y europeo de la época, la más moderna y también la más duradera: no había una división clara entre la ciudad de los señores y la ciudad de los súbditos (como en Mantua), ni estaba presente una relación de subordinación entre las dos (como en Pienza), sino que ambas partes estaban integradas de manera armónica, cada una con su propio carácter. El completo desarrollo de la Addizione se debía de haber completado con el paso del tiempo, pero la falta de crecimiento demográfico y la posterior caída de la dinastía estense bloquearon el proyecto.
En 1995 esto le valió al centro histórico de Ferrara su nombramiento por parte de la Unesco en la lista del Patrimonio de la Humanidad por ser un admirable ejemplo de ciudad proyectada en el Renacimiento que conserva su centro histórico intacto, lo que hace de Ferrara la «primera ciudad moderna de Europa».

### Planta y alzado de la ciudad de Ferrara de Andrea Bolzoni
Andrea Bolzoni, para realizar su planta en perspectiva de la ciudad de Ferrara, empezó en la época de la Addizione Erculea. Siguiendo un modelo de ciudad ideal integró lo existente según su juicio, añadiendo edificios y cubriendo espacios vacíos que, a su juicio, serían utilizados. Obtuvo así un proyecto, más que una verdadera planta de Ferrara, una prefiguración de cómo habría debido ser en el futuro, un verdadero plano regulador utilizado hasta mediados del siglo pasado.